# إديكسون بيريا
إديكسون بيريا فالينسيا (20 أبريل 1984

 في كالي) (بالإسبانية: Edixon Perea Valencia)‏ لاعب كرة قدم كولومبي يلعب حاليا لصالح نادي الدرجة الأولى غريميو البرازيلي منذ 2008 في مركز المهاجم .
لعب بيريا في أندية أتليتيكو هويلا (2001) ديبورتيس كوينديو (2002) ديبورتيفو باستو (2002) أتليتيكو ناسيونال (2003-2005) بوردو (2005-2007) .
تم استدعاء بيريا للمشاركة مع منتخب كولومبيا في بطولة كأس العالم لكرة القدم للشباب تحت 20 سنة التي أقيمت في الإمارات حيث ساهم في احتلاله المركز الثالث . شارك بيريا مع منتخب كولومبيا في 18 مباراة دولية مسجلا 6 أهداف منذ 2004 . تم استدعاء بيريا للمشاركة في بطولة كوبا أمريكا 2004 التي أقيمت في بيرو حيث ساهم في تصدر منتخب بلاده المجموعة الأولى بعد فوزه على منتخبي فنزويلا وبوليفيا وتعادله مع منتخب بيرو المستضيف في تخطى في الدور الربع النهائي منتخب كوستاريكا 2/0 حتى سقط أمام منتخب الأرجنتين 0/3 في الدور النصف النهائي ليسقط مجددا في مباراة تحديد المركز الثالث أمام منتخب الأوروغواي علما بأن بيريا سجل هدف واحد في البطولة وكان هدف المباراة الوحيد في مرمى منتخب بوليفيا في الدقيقة الأخيرة . تم استدعاء بيريا للمشاركة في بطولة كوبا أمريكا 2007 التي أقيمت في فنزويلا ولكن منتخب بلاده خرج من الدور الأول بهزيمتين من الباراغواي والأرجنتين وفوز على منتخب الولايات المتحدة علما بأنه سجل هدف في مرمى منتخب الأرجنتين لتنتهي بالخسارة 2/4 .

## روابط خارجية
- إديكسون بيريا على موقع رابطة كرة القدم الفرنسية للمحترفين (الإنجليزية)
- إديكسون بيريا على موقع قاعدة بيانات كرة القدم.إي يو (الإنجليزية)
- إديكسون بيريا على موقع بيانات كرة القدم. دي إي (الألمانية)
- إديكسون بيريا على موقع ناشيونال فوتبول تيمز (الإنجليزية)
- إديكسون بيريا على موقع Soccerway.com (الإنجليزية)
- إديكسون بيريا على موقع عالم كرة القدم.نت (الإنجليزية)